# Kōchō
Kōchō (japanska: 弘長?, Kōchō), 20 februari 1260–28 februari 1264, är en tidsperiod i den japanska tideräkningen. Kejsare under perioden var Kameyama och shogun prins Munetaka.
År kōchō 2 skickades Nichiren i exil, men benådades två år senare.